# روزي باتي
روزماري آن «روزي» باتي (بالإنجليزية: Rosie Batty)‏، هي ناشطة أسترالية في حملة ضد العنف الأسري، حاصلة على وسام أستراليا من مواليد  عام 1962. حصلت على جائزة «أسترالية العام» لعام 2015. بدأ دورها كناشطة في عام 2014 بعد حادثة مقتل ابنها لوك باتي البالغ من العمر 11 عاماً على يد والده جريج أندرسون.
بصفتها ناشطة ناجية من العنف الأسري، تحدثت علناً عن تجاربها لرفع الوعي العام والدعوة إلى إجراء تغييرات اجتماعية. لباتي تأثير كبير على المواقف الوطنية العامة والعمل الخيري والمبادرات الحكومية والتمويل وخدمات الدعم والشرطة والإجراءات القانونية المتعلقة بالعنف المنزلي في أستراليا.
في عام 2016، تحدث رئيس الوزراء في أستراليا مالكوم تورنبول عن العنف المنزلي قائلاً:» يتطلب التغيير الثقافي دعوة كبيرة، وقد تمكنت روزي من ذلك بطريقة أعتقد أن أحداً لم يفعلها من قبل«. مُنحت رتبة ضابط في وسام أستراليا في القسم العام كجزء من تكريمات عيد ميلاد الملكة في عام 2019 بمثابة تقدير لها على خدماتها المميزة التي قدمتها للمجتمع بصفتها ناشطة وداعية ضد العنف الأسري.

## معلومات أساسية
ولدت باتي في إنجلترا، حيث نشأت في مزرعة في لينهام في مقاطعة نوتنغهتمشير الإنجليزية على يد والدها مع إخوتها الثلاثة.
توفيت والدتها عندما كانت في السادسة من عمرها، فتربت على يد جدتها بمساعدة المربيات. تقول باتي كان لوفاة والدتها أثر طويل المدى عليها: » لم أشكل علاقة طويلة الأمد مع أي شخص، ولم أتزوج قط من قبل وكذلك بالنسبة لشقيقي الآخرين. أظن أن مثل هذا الأمر يصيبك بصدمة فعلية تمنعك من تكوين علاقات هامة بسبب الخوف من فكرة أنهم سيتركونك«.
أكملت دورة تدريبية في أعمال السكرتارية بعد إنهائها للمرحلة الثانوية، كما عملت في أستراليا كموظفة مصرفية ومربية أيضاً.
استقرت باتي في أستراليا في عام 1988 بتأشيرة شريك بعد زيارتها الأولى في عام 1986.

## قصة باتي مع العنف الأسري
التقت باتي بأندرسون في عام 1992، أثناء عملهما معاً في شركة توظيف، حيث بدأ الاثنان علاقة رومانسية استمرت لمدة عامين. قالت باتي إن أندرسون كان قد أظهر علامات تدل على العنف الجنسي أثناء وجودهما معاً، منها محاولته اغتصاب صديقتها، والتي هجرته باتي بسببها لمدة عامين. ولكنها عاودت الاتصال به بعد مرور ثماني سنوات واستأنفت معه علاقة جنسية لفترة قصيرة من الزمن تسببت بحملها. تقول باتي إنها لم تخطط أبداً لإنجاب طفل، وذلك بسبب خوفها من الخسارة الذي رافقتها كل حياتها، وإن حملها بابنها كان عن طريق الخطأ. ولد ابنهما لوك في 20 يونيو من عام 2002.
قالت باتي إن معاملة أندرسون السيئة قد بدأت بعد وقت قصير من عودتهما، وازدادت سوءاً بعد حملها. أعربت باتي عن كون أندرسون والداً محباً لابنه لوك، كما دافعت عن حقه في التواصل معه.
جاء عن تقرير التحقيق الجنائي في وفاة لوك عام 2014، أن أندرسون ربما كان يعاني من مرض عقلي غير مشخص. فقد كافح من أجل الحفاظ على وظيفته ومكان يعيش فيه، حتى وصفه أولئك الذين يعرفونه بأنه غير مستقر ومتلاعب وعدواني. بعد ولادتها للوك بوقت قصير، اعتدى أندرسون على باتي جسدياً، ما دفعها لإنهاء علاقتها به، وعلى الرغم من ذلك، بقي أندرسون على اتصال معها.
اعتدى أندرسون جسدياً على باتي مرات عديدة بين يونيو من عام 2004 وحتى فبراير من عام 2014، وهدد بقتلها في مناسبات عديدة ما أدى إلى العديد من الاعتقالات والتهم وأوامر التدخل التي أصدرت بحقه. قُبض على أندرسون وهو يحاول الوصول إلى مواد إباحية عن الأطفال باستخدامه جهاز كمبيوتر عام في مكتبة ملبورن. هدد أندرسون أحد زملائه في الشقة بالقتل، ما دفع الأخير لطلب التدخل، فألقي القبض على أندرسون ليُطلق سراحه بعد فترة قصيرة. لم يُطلع أحد باتي على هذه الأحداث بسبب قوانين الخصوصية.
في أبريل من عام 2013، استخدم أندرسون سكيناً لطعن لوك عندما كانا وحدهما داخل سيارته، وتفيد التقارير أنه قال له أثناء ذلك: » يمكن لكل شيء أن ينتهي بهذا«. قررت باتي أنها لم تعد قادرة على دعم أندرسون للبقاء على اتصال مع لوك. فأبلغت الشرطة بالحادث، وأمرت المحكمة إثر ذلك أنه لا يمكن لأندرسون الاتصال مع ابنه، وصدر أمر تدخل يضع كل من باتي ولوك تحت الحماية. اعترض أندرسون على هذا القرار في يوليو من عام 2013 في جلسة الاستماع في المحكمة ما مكنه من الوصول إلى لوك عندما كان يلعب الرياضة.

### جريمة قتل لوك
أقدم أندرسون على قتل لوك باتي البالغ من العمر 11 عاماً، في تدريب للكريكيت على أرض ملعب بيضاوي الشكل في تاياب الضاحية الخارجية من ملبورن. وعلى الرغم من حضور العديد من الأطفال وآبائهم، إلا أن أندرسون تمكن من عزل لوك داخل شبكة الكريكيت بعد أن بدأ الجميع بالمغادرة وأصبحوا على مسافة بعيدة عنهما. ضرب أندرسون ابنه على رأسه وطعنه حتى الموت. قاوم أندرسون عملية اعتقاله وهدد عمال الإسعاف بسكينه. توفي لاحقاً في المستشفى متأثراً بإصاباته النارية بسبب مواجهته مع الشرطة والطعنات التي سببها لنفسه.

## الحملة ضد العنف الأسري
بدأت باتي تتحدث علناً عن تجربتها بعد مخاطبتها وسائل الإعلام في صباح اليوم التالي لمقتل لوك. لتصبح بعدها مدافعة عن الناجين من العنف المنزلي وضحاياه، وسعت لمعالجة إخفاقات النظام الملحوظة في التصدي للعنف المنزلي في أستراليا. تحدثت عن نقص التواصل بين الخدمات، وعن المفاهيم العامة للعنف المنزلي، وعن الشرطة والإجراءات القانونية التي جردتها من قدرتها على حماية نفسها وحماية ابنها.
في عام 2014، أنشأت باتي مؤسسة لوك باتي لمساعدة النساء والأطفال المتضررين من العنف المنزلي.
عُينت باتي في عام 2015 بصفتها أفضل أسترالي للعام، وحصلت على ميدالية الشجاعة الوطنية لفخر أستراليا في عام 2014، كما حصلت على درجة الدكتوراه الفخرية من جامعة صن شاين كوست، واحتلت المرتبة 33 في قائمة أعظم قادة العالم لعام 2016 من قبل مجلة فورتشن.
في أبريل من عام 2014، ردت على تعليق الصحفي جو هيلدبراند في البرنامج التلفزيوني "الاستوديو العاشر" على قناة الشبكة العاشرة. خلال مناقشة القوانين الفيكتورية المقترحة للإبلاغ الإلزامي عن حالات إساءة معاملة الأطفال، قال هيلدبراند: "إن الخوف على مصلحتك الشخصية لا يعتبر عذراً". وبمثابة رد على ذلك قالت باتي إنها صُدمت من الفكرة، وأنها كانت تأمل بعد وفاة ابنها أن شيئًا ما سيحدث من شأنه أن يظهر الصعوبات التي تواجهها النساء في العلاقات المسيئة."
في عام 2015، كانت باتي موضوعاً للوحة بورتريه لجاكي كلارك تحمل عنوان «لقاء روزي باتي»، والتي اختيرت لجائزة بورتيا جيتش التذكارية لعام 2015.
في سبتمبر من عام 2015، دعا رئيس الوزراء مالكوم تورنبول لإغلاق المرافق التي تحتجز المهاجرين الأستراليين المتهمين بحوادث الاغتصاب والاعتداء الجنسي
لعبت قصة باتي دوراً مهماً في تأسيس اللجنة الملكية للعنف العائلي في عام 2015 في ولاية فيكتوريا والتي تعتبر مسقط رأسها. حيث عُرض التقرير في البرلمان في 30 مارس من عام 2016، ويعد تتويجاً للتحقيق الذي استمر 13 شهراً في كيفية منع العنف الأسري بشكل فعال، وتحسين استجابة الحكومة والمجتمع وتقييم الاستراتيجيات والأطر والسياسات والبرامج والخدمات وقياسها. يشتمل التقرير على ثمانية مجلدات، ويستند إلى 227 توصية مقدمة من قبل اللجنة لتحسين وتوجيه والإشراف على برنامج الإصلاح طويل الأمد والذي يتناول موضوع العنف الأسري. يتضمن ذلك إنشاء قانون الحماية من العنف الأسري، الذي يعرض تعريفاً مفصلاً للعنف الأسري والعلاقات التي يمكن أن تنشأ وتعزيزاً للأهداف والمبادئ العميقة لهذا القانون.
في 16 فبراير من عام 2018، أعلنت باتي بأنها ستتنحى عن منصب الرئيس التنفيذي لمؤسسة باتي لوك، وأغلقت المؤسسة في نهاية الأمر. وفي نفس اليوم من إغلاقها، توقفت المؤسسة عن تلقي التبرعات.
في أكتوبر من عام 2018، حصلت باتي على إحدى الجوائز التي وزعت لمئة امرأة أسترالية ذات تأثير من قبل مجلة فاينانشال ريفيو عن فئة المؤسسة الاجتماعية غير الربحية.
في 10 يونيو من عام 2019، عُينت بصفتها ضابطاً في وسام أستراليا كجزء من تكريمات عيد ميلاد الملكة لعام 2019.

## المنشورات
- باتي، روزي؛ كوربيت، برايس، (مؤلف.) (2015). قصة الأم.